# Traité de Florence (1913)
Pour les articles homonymes, voir Traité de Florence (homonymie).
Le traité de Florence, aussi connu comme protocole de Florence, signé le 17 décembre 1913 à l'issue de la deuxième guerre balkanique, constitue un codicille au traité de Londres de la même année.
En Macédoine, le royaume de Bulgarie doit se contenter de la Macédoine du Pirin soit 25 % de ce qu'il revendiquait dans cette région, tandis que la Serbie recevait l'actuelle Macédoine du Nord et la Grèce la Macédoine du Sud.
Du côté de la mer Adriatique, la diplomatie austro-hongroise vise à empêcher le Monténégro de s'agrandir et la Serbie d'obtenir un accès à la mer : elle s'active pour garantir l'indépendance de la principauté d'Albanie. À la conférence à Londres, un comité international avait été nommé pour fixer les frontières entre la Grèce et le nouvel état Albanais.
Ce comité, réuni à Florence, partagea l'Épire : l'Épire du Nord fut attribuée à l'Albanie. La Grèce, qui occupait toute la région depuis la première guerre balkanique, protesta mais finit par accepter de retirer ses troupes à partir de février 1914. Toutefois, un gouvernement provisoire autonomiste grec, dirigé par Georgios Christakis-Zographos fut créé en Épire du Nord. En mars 1914 l'Albanie commença à prendre le contrôle de cette région.

## Sources
1. ↑  Dusan T. Batakovic, « Les frontières balkaniques au XXe siècle », Guerres mondiales et conflits contemporains, vol. 1, no 217,‎ 2005, p. 29-45 (DOI 10.3917/gmcc.217.0029, lire en ligne ).